# 올가 루키야노바
올가 알렉산드로브나 루키야노바(러시아어: О́льга Алекса́ндровна Лукья́нова, 1988년 6월 29일~), 또는 올가 알렉산드로브나 코치네바(러시아어: О́льга Алекса́ндровна Ко́чнева)는 러시아의 펜싱 선수로 주 종목은 에페이다. 2016년 하계 올림픽 여자 에페 단체전 동메달을 획득했다.

## 수상

### 수훈
- 조국공헌메달 2등급(2016년 8월 25일)
- 명예 러시아 체육 명장(2016년)
- 러시아 체육 명인(2015년)